# Брюс Спенс
Брюс Спенс (англ. Bruce Spence; 17 вересня 1945) — новозеландський актор.

## Біографія
Брюс Спенс народився 17 вересня 1945 року в Окленді, Нова Зеландія. У 1970-х роках почав зніматися в австралійських фільмах і телесеріалах. Прославився завдяки ролі пілота автожира у фільмі «Шалений Макс 2» (1981). Також знімався у таких фільмах, як «Темне місто» (1998), «Матриця: Революція» (2003), «Володар перснів: Повернення короля» (2003), «Зоряні війни. Епізод III: Помста ситхів» (2005) та телесеріалі «Легенда про Шукача» (2008—2010).

## Особисте життя
Брюс Спенс одружений з Дженні з 16 вересня 1973 року, у них народилося двоє дітей.

## Фільмографія

### Фільми
| Рік  |    | Українська назва                         | Оригінальна назва                                        | Роль                 |
| ---- | -- | ---------------------------------------- | -------------------------------------------------------- | -------------------- |
| 1971 | ф  |                                          | Stork                                                    | Грем «Лелека» Воллес |
| 1974 | ф  |                                          | The Cars That Ate Paris                                  | Чарлі                |
| 1975 | ф  |                                          | The Great Macarthy                                       | Білл Дін             |
| 1981 | ф  | Шалений Макс 2                           | Mad Max 2                                                | капітан автожира     |
| 1985 | ф  | Шалений Макс 3                           | Mad Max Beyond Thunderdome                               | пілот                |
| 1991 | ф  |                                          | Sweet Talker                                             | Норман Фостер        |
| 1993 | ф  | Повернення Геркулеса                     | Hercules Returns                                         | Спрокет              |
| 1995 | ф  | Ейс Вентура 2: Поклик природи            | Ace Ventura: When Nature Calls                           | Гаджи                |
| 1998 | ф  | Темне місто                              | Dark City                                                | містер Волл          |
| 2002 | ф  | Королева проклятих                       | Queen of the Damned                                      | Хайман               |
| 2003 | в  | Інспектор Гаджет 2                       | Inspector Gadget 2                                       | професор Бакстер     |
| 2003 | мф | У пошуках Немо                           | Finding Nemo                                             | Шмат (голос)         |
| 2003 | ф  | Матриця: Революція                       | The Matrix Revolutions                                   | Провідник            |
| 2003 | ф  | Володар перснів: Повернення короля       | The Lord of the Rings: The Return of the King            | Посланець Саурона    |
| 2003 | ф  | Пітер Пен                                | Peter Pan                                                | Куксон               |
| 2005 | ф  | Зоряні війни. Епізод III: Помста ситхів  | Star Wars: Episode III — Revenge of the Sith             | Тіон Медон           |
| 2006 | ф  | Аквамарин                                | Aquamarine                                               | Леонард              |
| 2008 | ф  | Австралія                                | Australia                                                | доктор Баркер        |
| 2010 | ф  | Хроніки Нарнії: Підкорювач Світанку      | The Chronicles of Narnia: The Voyage of the Dawn Treader | Лорд Руп             |
| 2013 | ф  |                                          | Mystery Road                                             | Джим                 |
| 2014 | ф  | Я, Франкенштейн                          | I, Frankenstein                                          | Молокай              |
| 2015 | ф  | Відступ                                  | Backtrack                                                | Фелікс               |
| 2016 | ф  | Боги Єгипту                              | Gods of Egypt                                            | суддя                |
| 2017 | ф  | Пірати Карибського моря: Помста Салазара | Pirates of the Caribbean: Salazar's Revenge              | мер Дікс             |
| 2017 | ф  | Блакитний світовий порядок               | Blue World Order                                         | Віппет               |
| 2018 | ф  | Вінчестер                                | Winchester                                               | Августин             |
| 2018 | ф  | Окупація                                 | Occupation                                               | інопланетний лідер   |
| 2020 | ф  | Любов і монстри                          | Love and Monsters                                        | старий Піт           |
| 2020 | ф  | Діти кукурудзи                           | Children of the Corn                                     | пастор Пенні         |
| 2021 | ф  |                                          | The Dry                                                  | Джеррі Хадлер        |

### Телебачення
| Рік       |   | Українська назва                               | Оригінальна назва                                          | Роль                  |
| --------- | - | ---------------------------------------------- | ---------------------------------------------------------- | --------------------- |
| 1997      | с | Повернення на Юпітер                           | Return to Jupiter                                          | Ед Юніт               |
| 1998      | с | Мобі Дік                                       | Moby Dick                                                  | Елайджа               |
| 2002      | с | На краю Всесвіту                               | Farscape                                                   | Фалаак                |
| 2006      | с | Кошмари та сновидіння: З історій Стівена Кінга | Nightmares & Dreamscapes: From the Stories of Stephen King | Генк Морріс           |
| 2008—2010 | с | Легенда про Шукача                             | Legend of the Seeker                                       | Зеддікус Зул Зорандер |
| 2021      | с |                                                | Back to the Rafters                                        | Чарльз Вайтман        |

### Відеоігри
| Рік  |    | Українська назва             | Оригінальна назва            | Роль                                                                |
| ---- | -- | ---------------------------- | ---------------------------- | ------------------------------------------------------------------- |
| 2003 | вг | Enter the Matrix             | Enter the Matrix             | кондуктор                                                           |
| 2014 | вг | Borderlands: The Pre-Sequel! | Borderlands: The Pre-Sequel! | Scav Gyro, Sir Dennis, Toby Van Adobe, Tony Slows, Taunting Scav #2 |